# Primera Federación 2023/24
Die Saison 2023/24 war die dritte Ausgabe der Primera Federación, der dritten spanischen Liga. Sie begann am 26. August 2023 und endete im Mai 2024. Die Play-offs wurden im Juni ausgetragen.

## Modus
Es nahmen 40 Vereine teil, aufgeteilt in zwei Gruppen zu je zwanzig Mannschaften, entsprechend den Kriterien der geografischen Nähe der vorangegangenen Saison, die, wie folgt, gegenüber der Vorsaison geändert wurden:
Die Mannschaften aus dem Baskenland, Navarra, La Rioja und der Provinz Soria (Kastilien und León) wechselten von der Gruppe 1 in Gruppe 2. Die Mannschaften aus Madrid, der Provinz Albacete (Kastilien-La Mancha), Andalusien, den Kanarischen Inseln, Ceuta, Melilla und den Gebieten ohne Selbstregierung wechselten von der Gruppe 2 in Gruppe 1.
Am Ende der Meisterschaft stiegen die jeweiligen Meister der beiden Gruppen direkt in die zweite spanische Liga auf und die Zweit- bis Fünftplatzierten spielten in einer einfachen Play-off-Runde zwei weitere Aufsteiger aus.
Die letzten fünf aus jeder Gruppe stiegen in die viertklassige Segunda Federación ab.

## Teilnehmende Mannschaften
Die 40 Teams setzten sich aus den vier Absteigern der zweiten spanischen Fußballliga Segunda División 2022/23 (SD Ponferradina, FC Málaga, UD Ibiza, CD Lugo), den 26 verbliebenen Teams aus der Vorsaison, sowie den 10 Aufsteigern aus der Segunda Federación 2022/23 (CD Arenteiro, Sestao River Club, CD Teruel, SD Tarazona, Antequera CF, Atlético Sanluqueño, Recreativo Granada, Recreativo Huelva, UD Melilla, Atlético Madrid B) zusammen.

## Abschlusstabellen

### Gruppe 1
| Pl. | Verein                 | Sp. | S  | U  | N  | Tore    | Diff. | Punkte | Anm.                                                                             |
| --- | ---------------------- | --- | -- | -- | -- | ------- | ----- | ------ | -------------------------------------------------------------------------------- |
| 1.  | Deportivo La Coruña    | 38  | 22 | 12 | 4  | 063:270 | +36   | 78     | Aufstieg in die Segunda División 2024/25, Teilnahme an der Copa del Rey 2024/25  |
| 2.  | Gimnàstic de Tarragona | 38  | 20 | 10 | 8  | 040:240 | +16   | 70     | Qualifikation für die Aufstiegs-Play-offs, Teilnahme an der Copa del Rey 2024/25 |
| 3.  | FC Barcelona Atlètic   | 38  | 21 | 7  | 10 | 059:410 | +18   | 70     | Qualifikation für die Aufstiegs-Play-offs                                        |
| 4.  | Celta Vigo B           | 38  | 19 | 8  | 11 | 067:380 | +29   | 65     | Qualifikation für die Aufstiegs-Play-offs                                        |
| 5.  | SD Ponferradina (A)    | 38  | 17 | 13 | 8  | 038:260 | +12   | 64     | Qualifikation für die Aufstiegs-Play-offs, Teilnahme an der Copa del Rey 2024/25 |
| 6.  | Cultural Leonesa       | 38  | 15 | 15 | 8  | 035:260 | +9    | 60     | Teilnahme an der Copa del Rey 2024/25                                            |
| 7.  | UD Salamanca           | 38  | 15 | 13 | 10 | 040:290 | +11   | 58     | Teilnahme an der Copa del Rey 2024/25                                            |
| 8.  | CD Arenteiro (N)       | 38  | 13 | 13 | 12 | 043:400 | +3    | 52     |                                                                                  |
| 9.  | Real Sociedad B        | 38  | 12 | 15 | 11 | 043:410 | +2    | 51     |                                                                                  |
| 10. | CD Lugo (A)            | 38  | 13 | 11 | 14 | 039:460 | −7    | 50     |                                                                                  |
| 11. | Sestao River Club (N)  | 38  | 11 | 12 | 15 | 038:470 | −9    | 45     |                                                                                  |
| 12. | CA Osasuna Promesas    | 38  | 11 | 12 | 15 | 047:530 | −6    | 45     |                                                                                  |
| 13. | SD Tarazona (N)        | 38  | 10 | 14 | 14 | 029:340 | −5    | 44     |                                                                                  |
| 14. | CF Fuenlabrada         | 38  | 10 | 14 | 14 | 032:390 | −7    | 44     |                                                                                  |
| 15. | Real Unión Irún        | 38  | 11 | 10 | 17 | 046:530 | −7    | 43     |                                                                                  |
| 16. | CE Sabadell            | 38  | 11 | 9  | 18 | 038:570 | −19   | 42     | Abstieg in die Segunda Federación                                                |
| 17. | CD Teruel (N)          | 38  | 6  | 20 | 12 | 031:410 | −10   | 38     | Abstieg in die Segunda Federación                                                |
| 18. | UE Cornellà            | 38  | 8  | 11 | 19 | 030:440 | −14   | 35     | Abstieg in die Segunda Federación                                                |
| 19. | SD Logroñés            | 38  | 9  | 8  | 21 | 027:550 | −28   | 35     | Abstieg in die Segunda Federación                                                |
| 20. | Rayo Majadahonda       | 38  | 5  | 15 | 18 | 028:510 | −23   | 30     | Abstieg in die Segunda Federación                                                |

(A) Absteiger aus der Segunda División 2022/23
(N) Aufsteiger aus der Segunda Federación 2022/23
Quelle:

### Gruppe 2
| Pl. | Verein                  | Sp. | S  | U  | N  | Tore    | Diff. | Punkte | Anm.                                                                            |
| --- | ----------------------- | --- | -- | -- | -- | ------- | ----- | ------ | ------------------------------------------------------------------------------- |
| 1.  | CD Castellón            | 38  | 26 | 4  | 8  | 074:390 | +35   | 82     | Aufstieg in die Segunda División 2024/25, Teilnahme an der Copa del Rey 2023/24 |
| 2.  | FC Córdoba              | 38  | 23 | 8  | 7  | 066:230 | +43   | 77     | Qualifikation Aufstiegs-Play-offs, Teilnahme an der Copa del Rey 2024/25        |
| 3.  | FC Málaga (A)           | 38  | 19 | 13 | 6  | 050:260 | +24   | 70     | Qualifikation Aufstiegs-Play-offs, Teilnahme an der Copa del Rey 2024/25        |
| 4.  | UD Ibiza (A)            | 38  | 19 | 11 | 8  | 057:340 | +23   | 68     | Qualifikation Aufstiegs-Play-offs, Teilnahme an der Copa del Rey 2024/25        |
| 5.  | AD Ceuta                | 38  | 17 | 11 | 10 | 055:400 | +15   | 62     | Qualifikation Aufstiegs-Play-offs, Teilnahme an der Copa del Rey 2024/25        |
| 6.  | Recreativo Huelva (N)   | 38  | 17 | 10 | 11 | 044:370 | +7    | 61     |                                                                                 |
| 7.  | Real Murcia             | 32  | 10 | 10 | 12 | 038:370 | +1    | 40     |                                                                                 |
| 8.  | FC Antequera (N)        | 38  | 16 | 8  | 14 | 047:470 | ±0    | 56     |                                                                                 |
| 9.  | Atlético Madrid B (N)   | 38  | 13 | 14 | 11 | 053:450 | +8    | 53     |                                                                                 |
| 10. | Real Madrid Castilla    | 38  | 13 | 12 | 13 | 044:430 | +1    | 51     |                                                                                 |
| 11. | CD Alcoyano             | 38  | 14 | 9  | 15 | 038:380 | ±0    | 51     |                                                                                 |
| 12. | AD Mérida               | 38  | 12 | 11 | 15 | 037:450 | −8    | 47     |                                                                                 |
| 13. | FC Algeciras            | 38  | 11 | 13 | 14 | 039:430 | −4    | 46     |                                                                                 |
| 14. | Atlético Sanluqueño (N) | 38  | 11 | 12 | 15 | 034:410 | −7    | 45     |                                                                                 |
| 15. | FC Intercity            | 38  | 12 | 9  | 17 | 037:490 | −12   | 45     |                                                                                 |
| 16. | CD San Fernando         | 38  | 11 | 9  | 18 | 036:480 | −12   | 42     | Abstieg in die Segunda Federación                                               |
| 17. | Linares Deportivo       | 38  | 10 | 9  | 19 | 033:520 | −19   | 39     | Abstieg in die Segunda Federación                                               |
| 18. | UD Melilla (N)          | 38  | 9  | 7  | 22 | 026:520 | −26   | 34     | Abstieg in die Segunda Federación                                               |
| 19. | CD Atlético Baleares    | 38  | 7  | 8  | 23 | 023:590 | −36   | 29     | Abstieg in die Segunda Federación                                               |
| 20. | Recreativo Granada (N)  | 38  | 7  | 6  | 25 | 030:560 | −26   | 27     | Abstieg in die Segunda Federación                                               |

(A) Absteiger aus der Segunda División 2022/23
(N) Aufsteiger aus der Segunda Federación 2022/23
Quelle

## Meisterschafts-Finalspiele
| Datum        | Heim                | Gast                | Hinspiel  |
| ------------ | ------------------- | ------------------- | --------- |
| 29. Mai 2024 | Deportivo La Coruña | CD Castellón        | 2:1 (0:1) |
| 2. Juni 2024 | CD Castellón        | Deportivo La Coruña | 2:4 (1:2) |

Meister: Deportivo La Coruña (Gesamtergebnis 3:6)
Quelle

## Play-offs

### Modus
Die Teams auf den Plätzen zwei bis fünf in jeder der beiden Gruppen qualifizieren sich für die Aufstiegs-Play-offs, in denen die letzten beiden Aufstiegsplätze ermittelt werden. Die acht qualifizierten Teams werden in zwei feste Gruppen eingeteilt, in denen sich jeweils die Zweit- und Viertplatzierten der einen Gruppe und die Dritt- und Fünftplatzierten der anderen Gruppe befinden. Alle Begegnungen bestehen aus einer zweibeinigen K.-o.-Serie. Bei Unentschieden wird eine Verlängerung gespielt; Wenn das Spiel nach der Verlängerung immer noch unentschieden ist, wird die Mannschaft, die in der regulären Saison ein höheres Ergebnis erzielt hat, zum Sieger erklärt.

### Halbfinal-Spiele
|       |     |                 | Gesamt |     |                        | Hinspiel | Rückspiel |
| ----- | --- | --------------- | ------ | --- | ---------------------- | -------- | --------- |
| HF1/1 | A-2 | AD Ceuta        | 3:4    | B-5 | Gimnástic de Tarragona | 2:2      | 1:2       |
| HF1/2 | A-4 | Celta Vigo B    | 3:4    | B-3 | FC Málaga              | 2:2      | 1:2       |
| HF2/1 | A-5 | SD Ponferradina | 1:3    | B-2 | FC Córdoba             | 0:1      | 1:2       |
| HF2/2 | B-4 | UD Ibiza        | 4:7    | A-3 | FC Barcelona Atlètic   | 1:2      | 3:5       |

### Final-Spiele
|    |                        | Gesamt |                      | Hinspiel | Rückspiel |
| -- | ---------------------- | ------ | -------------------- | -------- | --------- |
| F1 | Gimnástic de Tarragona | 3:4    | FC Málaga            | 1:2      | 2:2       |
| F2 | FC Córdoba             | 3:2    | FC Barcelona Atlètic | 1:1      | 2:1       |

Quelle
Aufsteiger: FC Málaga, FC Córdoba